# فرانسوا ديروش
فرانسوا ديروش (بالفرنسية: François Déroche)‏ (ولد 1952 م) هو مستشرق فرنسي متخصّص في علم المخطوطات وعلم الكتابات القديمة تحديدا.
هو عضو في الجمعية الآسيوية الفرنسية وخبير لدى مؤسسة الفرقان بلندن.

## آثاره
من مؤلفاته (بالفرنسية): 
- فهرس المخطوطات العربيّة - 1983 م.
- التقليد العباسيّ: القرآن فيما بين القرنين الثامن والعاشر - 1992 م.
- القرآن - 2014 م.[6]

وقد نقل أيمن فؤاد السيد كتابه «المدخل إلى علم الكتاب المخطوط بالحرف العربي» إلى العربي ونشرته مؤسسة الفرقان للتراث الإسلامي (2005 م).